# Hasta el fin del mundo (película de 2023)
Hasta el fin del mundo (título original: The Dead Don't Hurt) es una película western de 2023 escrita, dirigida, producida, compuesta y protagonizada por Viggo Mortensen. También está protagonizada por Vicky Krieps, Solly McLeod, Garret Dillahunt, Colin Morgan, Ray McKinnon, Luke Reilly, Atlas Green y Danny Huston.
La película se estrenó en el Festival Internacional de Cine de Toronto de 2023.

## Sinopsis
En la década de 1860, la canadiense Vivienne Le Coudy se enamora del inmigrante danés en América del Norte Holger Olsen en San Francisco, pero la Guerra Civil los aleja y los mantiene separados.

## Reparto
- Vicky Krieps como Vivienne Le Coudy
- Viggo Mortensen como Holger Olsen
- Solly McLeod como Weston Jeffries
- Garret Dillahunt como Alfred Jeffries
- W. Earl Brown como Alan Kendall
- Danny Huston como el alcalde Rudolph Schiller
- Shane Graham como Billy Crossley
- Atlas Green como Vincent
- Rafel Plana como Claudio Garcia
- Alex Breaux como Ed Wilkins
- Luke Reilly como Dr. Reilly
- Marc Dennis como pescadero Stevens
- Nadia Litz como Martha Gilkyson
- John Getz como el reverendo Simpson
- Ray McKinnon como juez Blagden

## Producción
En octubre de 2022 se reveló que Mortensen dirigiría y protagonizaría una película que él había escrito, con Vicky Krieps, Solly McLeod, Danny Huston, Tom Bateman, Lance Henriksen y W. Earl Brown también apareciendo en la película. Mortensen volvió a trabajar con varias personas que trabajaron con él en sus películas anteriores, entre ellas Marcel Zyskind, la diseñadora de producción Carol Spier y el director de arte Jason Clarke, y la diseñadora de vestuario Anne Dixon. Krieps describió a The Times trabajar con Mortensen en la película como "En el mundo de los westerns no había muchas mujeres. Así que fue muy duro. De todos los hombres, él es muy suave y abierto y muy 'allí'. Pero aun así me recordó porque me gusta trabajar con mujeres". The Dead Don't Hurt comenzó a filmarse en Canadá el 12 de octubre de 2022 con ubicaciones canadienses que incluyen Ontario y Columbia Británica, y el rodaje también se llevó a cabo en Durango, México. El proyecto es una producción conjunta de Talipot Studio, Recorded Picture y Perceval Pictures. Según se informa, el rodaje finalizó en diciembre de 2022.

## Estreno
HanWay Films se encarga de las ventas mundiales. En febrero de 2024, Shout! Studios adquirió los derechos de distribución de la película en Norteamérica. Su estreno está previsto en los Estados Unidos el 31 de mayo de 2024.